# 迈蒙 (诺埃尔主教省)
18°46′12″N 70°19′48″W / 18.77000°N 70.33000°W
邁蒙（西班牙語：Maimón），是多明尼加共和國的城鎮，位於該國中部，由诺埃尔主教省負責管轄，距離博瑙81.82平方公里，面積90.07平方公里，2012年人口18,655，人口密度每平方公里210人。